# Parc national de Vansda
Le parc national de Vansda (ou Bansda) est un parc national situé dans l'État du Gujarat en Inde.